# Lorbeerartige
Die Lorbeerartigen (Laurales) sind eine Pflanzenordnung in der informellen Gruppe der Magnoliiden. Sie enthält sieben Familien.

## Merkmale
Die Lorbeerartigen sind überwiegend immergrüne, holzige Pflanzen mit einfachen und ledrigen Blättern.
Die Siebröhren-Plastiden besitzen Protein-Kristalloide. Die Knoten sind unilakunär. Die Blätter stehen gegenständig oder wirtelig. Die Leitbündel der Blattstiele sind gebogen.
Die Blüten stehen in zymösen Blütenständen. Ein Hypanthium ist vorhanden: die Blüten sind perigyn, das heißt die Fruchtblätter sind oft in ein fleischiges Receptaculum eingebettet. Dieses wird bei der Fruchtreife holzig. Ebenso sind innere Staminodien vorhanden. Pro Fruchtblatt gibt es eine (oder zwei) basal stehende Samenanlage. Das Archespor ist vielzellig. Das Stylodium ist lang. Der Pollen ist inaperturat.
Die stets einsamigen Früchte sind Kapselfrüchte, trockene Schließfrüchte, Steinfrüchte oder Beeren.

## Verbreitung
Das Hauptverbreitungsgebiet sind die Tropen, besonders die Lauraceae reichen auch bis in das Mittelmeergebiet.

## Paläontologie
Die Laurales sind eine alte Angiospermen-Gruppe. Fossilfunde reichen bis in die frühe Kreidezeit zurück, ein Fossil der Calycanthaceae ist 110 Millionen Jahre alt. Aufgrund molekularbiologischer Untersuchungen wird das Alter der Ordnung auf rund 130 Millionen Jahre geschätzt, vor 75 bis 90 Millionen Jahren hatten sich die heutigen Familien gebildet.

## Systematik
Die Lorbeerartigen gehören zur informellen Gruppe der Magnoliids, einer basalen Gruppe der Bedecktsamer aus vier Ordnungen. Ihr Schwestertaxon sind die Magnolienartigen. Die Ordnung enthält sieben Familien:
- Atherospermataceae
- Gewürzstrauchgewächse (Calycanthaceae)
- Gomortegaceae
- Hernandiaceae
- Lorbeergewächse (Lauraceae)
- Monimiengewächse (Monimiaceae)
- Siparunaceae

Die Verwandtschaftsverhältnisse sind folgendem Kladogramm zu entnehmen:
|  | Siparunaceae                                                         |
|  |                                                                      |
|  | \| \| Gomortegaceae \| \| \| \| \| \| Atherospermataceae \| \| \| \| |
|  |                                                                      |
|  | Gomortegaceae                                                        |
|  |                                                                      |
|  | Atherospermataceae                                                   |
|  |                                                                      |

|  | Gomortegaceae      |
|  |                    |
|  | Atherospermataceae |
|  |                    |

|  | Monimiaceae                                                 |
|  |                                                             |
|  | \| \| Hernandiaceae \| \| \| \| \| \| Lauraceae \| \| \| \| |
|  |                                                             |
|  | Hernandiaceae                                               |
|  |                                                             |
|  | Lauraceae                                                   |
|  |                                                             |

|  | Hernandiaceae |
|  |               |
|  | Lauraceae     |
|  |               |

|  | Siparunaceae                                                         |
|  |                                                                      |
|  | \| \| Gomortegaceae \| \| \| \| \| \| Atherospermataceae \| \| \| \| |
|  |                                                                      |
|  | Gomortegaceae                                                        |
|  |                                                                      |
|  | Atherospermataceae                                                   |
|  |                                                                      |

|  | Gomortegaceae      |
|  |                    |
|  | Atherospermataceae |
|  |                    |

|  | Monimiaceae                                                 |
|  |                                                             |
|  | \| \| Hernandiaceae \| \| \| \| \| \| Lauraceae \| \| \| \| |
|  |                                                             |
|  | Hernandiaceae                                               |
|  |                                                             |
|  | Lauraceae                                                   |
|  |                                                             |

|  | Hernandiaceae |
|  |               |
|  | Lauraceae     |
|  |               |

|  | Siparunaceae                                                         |
|  |                                                                      |
|  | \| \| Gomortegaceae \| \| \| \| \| \| Atherospermataceae \| \| \| \| |
|  |                                                                      |
|  | Gomortegaceae                                                        |
|  |                                                                      |
|  | Atherospermataceae                                                   |
|  |                                                                      |

|  | Gomortegaceae      |
|  |                    |
|  | Atherospermataceae |
|  |                    |

|  | Monimiaceae                                                 |
|  |                                                             |
|  | \| \| Hernandiaceae \| \| \| \| \| \| Lauraceae \| \| \| \| |
|  |                                                             |
|  | Hernandiaceae                                               |
|  |                                                             |
|  | Lauraceae                                                   |
|  |                                                             |

|  | Hernandiaceae |
|  |               |
|  | Lauraceae     |
|  |               |

|  | Siparunaceae                                                         |
|  |                                                                      |
|  | \| \| Gomortegaceae \| \| \| \| \| \| Atherospermataceae \| \| \| \| |
|  |                                                                      |
|  | Gomortegaceae                                                        |
|  |                                                                      |
|  | Atherospermataceae                                                   |
|  |                                                                      |

|  | Gomortegaceae      |
|  |                    |
|  | Atherospermataceae |
|  |                    |

|  | Monimiaceae                                                 |
|  |                                                             |
|  | \| \| Hernandiaceae \| \| \| \| \| \| Lauraceae \| \| \| \| |
|  |                                                             |
|  | Hernandiaceae                                               |
|  |                                                             |
|  | Lauraceae                                                   |
|  |                                                             |

|  | Hernandiaceae |
|  |               |
|  | Lauraceae     |
|  |               |

## Nutzung
Etliche Vertreter werden als Nutzholz verwendet. Daneben liefert der Kampferbaum (Cinnamomum camphora) den Kampfer, die Zimtbäume (Cinnamomum verum u. a.) den Zimt. Der Echte Lorbeer ist ein Gewürz und die Avocado (Persea americana) ein Obst.